# 小行星9732
小行星9732（英語：9732 Juchnovski）是一颗围绕太阳公转的小行星。1984年9月24日，V. G. Shkodrov、V. G. Ivanova在斯莫梁发现了此天体。
这颗小行星的绝对星等为68.34383306009504等。